# إدوارد فيتزجيرالد بيلي
إدوارد فيتزجيرالد بيلي (بالإنجليزية: Edward Fitzgerald Beale) هو دبلوماسي وضابط أمريكي، ولد في 4 فبراير 1822 في واشنطن العاصمة في الولايات المتحدة، وتوفي بنفس المكان في 22 أبريل 1893.